# Jesus or a Gun
Jesus or a Gun è un singolo del gruppo musicale statunitense Fuel, pubblicato il 20 aprile 1999 come quarto estratto dal primo album in studio Sunburn.

## Video musicale
Il videoclip mostra il gruppo esibirsi in concerto.